# Singapore Post
Singapore Post Limited (SingPost; «Сингапур Пост Лимитед», «СингПост») — почтовый оператор Сингапура, который обеспечивает внутреннюю и международную почтовую связь. Оказывает также логистические услуги на внутреннем рынке и услуги международной доставки корреспонденции. Кроме того, Singapore Post предлагает продукты и услуги, включая почтовые, агентские и финансовые, через свои почтовые отделения, автоматы самообслуживания (англ. Self-service Automated Machines, или SAMs) и интернет-портал vPOST.

## История
Развитие почтовой связи в Сингапуре началось в колониальную эпоху, в первой половине XIX века. С 1965 года Сингапур имеет независимую почтовую администрацию, которая отвечает за почтовые услуги в стране и выпуск собственных почтовых марок.
В 1982 году Департамент почтовой связи (Postal Services Department) был объединён с Управлением телекоммуникаций Сингапура (Telecommunication Authority of Singapore), известным как «Телекомс» (Telecoms). В 1992 году Управление телекоммуникаций Сингапура было поделено на три части: воссозданное Telecommunication Authority of Singapore (TAS, которое теперь вошло в состав Управления развития инфосвязи (англ. Infocomm Development Authority of Singapore), компанию Singapore Telecommunications Private Limited (ныне Singapore Telecommunications Limited) и Singapore Post Private Limited, дочернее общество компании Singapore Telecommunications. 13 мая 2003 года компания Singapore Post Limited была включена в основной список Сингапурской биржи (SGX-ST).

## Современность

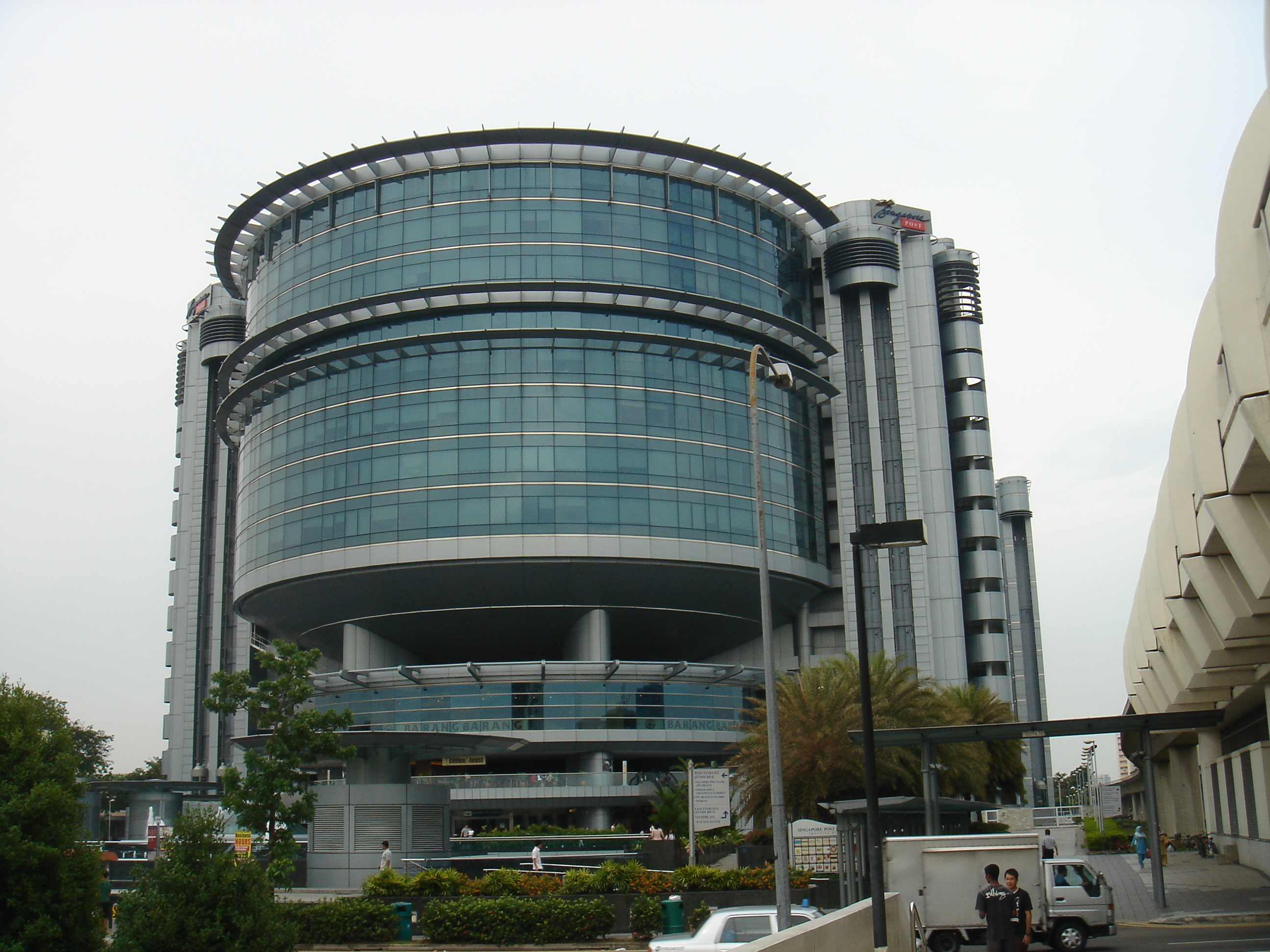
Здание Singapore Post Centre в Пайя Лебар (Paya Lebar), головной офис компании SingPost

Компания Singapore Post является ведущим почтовым оператором в стране. Управление телекоммуникаций Сингапура выдало компании в 1992 году лицензию в соответствии со статьёй 42 Закона об управлении телекоммуникаций Сингапура (Telecommunication Authority of Singapore Act), принятого в том же году. Как почтовый оператор, лицензированный на период до 31 марта 2007 года, Singapore Post была уполномочена осуществлять почтовую связь с эксклюзивным правом получать, собирать и доставлять письма и почтовые карточки из одного места в другое.
В наши дни в Сингапуре насчитывается 62 почтовых отделения, 299 почтовых автоматов самообслуживания (SAMs и SAMPLUS), около 40 почтовых агентств и свыше 800 лицензированных продавцов почтовых марок. В разных местах по всему острову установлено 8907 почтовых ящиков.

## Формат почтового адреса
Singapore Post рекомендует следующий формат написания адреса:
| Пример                                                                                           | Формат |
| ------------------------------------------------------------------------------------------------ | --- |
| Ms. Tan Bee Soo 16 Sandilands Road SINGAPORE 546080 REP. OF SINGAPORE                            | ФИО адресата название улицы и номер дома название города + почтовый индекс                                       |
| Mr. M. Rajendran Blk 35 Mandalay Road # 13-37 Mandalay Towers SINGAPORE 308215 REP. OF SINGAPORE | ФИО адресата название улицы и номер дома этаж — номер квартиры + название дома название города + почтовый индекс |

Как правило, последняя строка «REP. OF SINGAPORE» («Республика Сингапур») опускается при отправке почтового отправления в пределах страны.

## Почтовые секторы и индексы
В Сингапуре действует 81 почтовый сектор. Для них используются шестизначные почтовые индексы, которые состоят из индекса почтового сектора и пункта доставки. Сектор представлен первыми двумя цифрами почтового индекса. Остальные четыре цифры определяют пункт доставки в пределах сектора.